# انجمن علمی میکروب‌شناسی ایران
انجمن علمی میکروب شناسی ایران یک تشکل علمی در حوزه گروه علوم پایه پزشکی و بهداشت در ایران است که در سال ۱۳۴۵ از سوی تعدادی اساتید میکروب‌شناسی تشکیل شد. این انجمن ۲ مجله علمی را نیز چاپ می‌کند. یکی از آنان به زبان انگلیسی و دیگری به زبان فارسی چاپ می‌شود.
این انجمن صاحبت امتیار مجله میکروب‌شناسی پزشکی ایران نیز می‌باشد.